# Пшённый, Сергей Фомич
Сергей Фомич Пшённый (5 сентября 1922 — 30 августа 1994) — участник Великой Отечественной войны, офицер разведки 227-го гвардейского стрелкового полка 79-й гвардейской стрелковой дивизии (8-я гвардейская армия, 1-й Белорусский фронт), гвардии старший лейтенант. Герой Советского Союза (24.03.1945).

## Биография
С. М. Пшённый родился в деревне Кушнировка (современный Чашникский район Витебской области).
В Красной армии с 1941 года. В 1942 году окончил курсы младших лейтенантов. Во время Великой Отечественной войны с 1941 года принимал участие в боевых действиях.
Взвод разведчиков под командованием старшего лейтенанта С. М. Пшённый отличился 2 августа 1944 года при форсировании реки Висла к югу от Варшавы. Бойцы взвода уничтожили огневые точки противника, разгромили штаб зенитного полка, захватили в плен его офицеров с документами и полковым знаменем, способствовал переправе двух советских полков.
С 1946 майор С. М. Пшённый в запасе. Жил в Днепропетровске.

## Награды и звания
- Герой Советского Союза (указ Президиума Верховного Совета СССР от 24 марта 1945 года):
  - орден Ленина,
  - медаль «Золотая Звезда» № 5954;
- орден Отечественной войны I степени (указ Президиума Верховного Совета СССР от 11 марта 1985 года);
- медали СССР.